# Unterseeboot 41 (1939)
Pour les articles homonymes, voir Unterseeboot 41.
Le Unterseeboot 41 (ou U-41) est un sous-marin allemand (U-Boot) de type IX construit pour la Kriegsmarine pendant la Seconde Guerre mondiale.
Il est commandé dans le cadre du plan Z le 21 novembre 1936 en violation du traité de Versailles qui proscrit la construction de ce type de navire par l'Allemagne.

## Présentation
Mis en service le 22 avril 1939, l'Unterseeboot 41 est affecté à la flottille de combat Unterseebootsflottille Handius à Wilhelmshaven avec laquelle il effectue deux patrouilles jusqu'au 31 décembre 1939, date à laquelle il rejoint la 2. Unterseebootsflottille à Heligoland.
Il quitte le port de Wilhelmshaven pour sa première patrouille le 19 août 1939 sous les ordres de l'Oberleutnant zur See Gustav-Adolf Mugler. Après trente jours en mer et deux bateaux de pêche capturés pour un total de 2 073 tonneaux, il retourne à Wilhelmshaven le 17 septembre 1939
L'Unterseeboot 41 effectue trois patrouilles dans lesquelles il coule cinq navires marchands pour un total de 22 815 tonneaux, capture deux bateaux de pêche pour un total de 2 073 tonneaux et endommage un navire marchand de 8 096 tonneaux au cours de 71 jours en mer.
Sa troisième patrouille le fait partir du port d'Heligoland le 27 janvier 1940 sous les ordres du Kapitänleutnant Gustav-Adolf Mugler. Après dix jours en mer, un navire marchand coulé de 9 874 tonneaux et un autre endommagé de 8 096 tonneaux, l'U-41 est coulé à son tour le 5 février 1940 dans l'Atlantique nord au sud-ouest de l'Irlande à la position géographique de 49° 20′ N, 10° 04′ O par des charges de profondeurs lancées du destroyer britannique HMS Antelope.
Les 49 membres d'équipage meurent de ce grenadage.

## Affectations successives
- Unterseebootsflottille Handius du 11 février au 31 août 1939 (service actif)
- 6. Unterseebootsflottille du 1er septembre au 31 décembre 1939 (service actif)
- 2. Unterseebootsflottille du 1er janvier au 5 février 1940 (service actif)

## Commandement
- Oberleutnant zur See, puis Kapitänleutnant Gustav-Adolf Mugler du 22 avril 1939 au 5 février 1940

## Patrouilles
|       | Commandant                 | Départ          | Départ        | Arrivée           | Arrivée       | Jours    | Succès   |
| ----- | -------------------------- | --------------- | ------------- | ----------------- | ------------- | -------- | -------- |
| 1     | Oblt. Gustav-Adolf Mugler  | 19 août 1939    | Wilhelmshaven | 17 septembre 1939 | Wilhelmshaven | 30 jours | 2 073    |
| 2     | Kptlt. Gustav-Adolf Mugler | 7 novembre 1939 | Wilhelmshaven | 7 décembre 1939   | Wilhelmshaven | 31 jours | 12 941   |
|       | Kptlt. Gustav-Adolf Mugler | 23 janvier 1940 | Wilhelmshaven | 234 janvier 1940  | Heligoland    | 2 jours  |          |
| 3     | Kptlt. Gustav-Adolf Mugler | 27 janvier 1940 | Heligoland    | 5 février 1940    | Coulé         | 10 jours | 17 970   |
| Total | Total                      | Total           | Total         | Total             | Total         | 71 jours | 32 984 t |

Note : Oblt. = berleutnant zur See - Kptlt. = Kapitänleutnant

## Navires coulés
L'U-41 a coulé 5 navires marchands pour un total de 22 815 tonneaux, a capturé 2 bateaux de pêche pour un total de 2 073 tonneaux et endommagé 1 navire marchand de 8 096 tonneaux au cours des 3 patrouilles qu'il effectua.
| Date              | Nom           | Nationalité     | Tonnage (GRT) | Fait      |
| ----------------- | ------------- | --------------- | ------------- | --------- |
| 16 septembre 1939 | Suomen Poika  | Finlande        | 1 099         | Capturé   |
| 16 septembre 1939 | Vega          | Finlande        | 974           | Capturé   |
| 12 novembre 1939  | Arne Kjøde    | Norvège         | 11 019        | Coulé     |
| 12 novembre 1939  | Cresswell     | Grande-Bretagne | 275           | Coulé     |
| 19 novembre 1939  | Darino        | Grande-Bretagne | 1 351         | Coulé     |
| 21 novembre 1939  | Les Barges II | France          | 296           | Coulé     |
| 5 février 1940    | Beaverburn    | Grande-Bretagne | 9 874         | Coulé     |
| 5 février 1940    | Ceronia       | Pays-Bas        | 8 096         | Endommagé |

### Référence
1. ↑  http://uboat.net/boats/successes/u39/html
2. ↑  http://uboat.net/boats/successes/u41/html

### Source
- (en) Cet article est partiellement ou en totalité issu de l’article de Wikipédia en anglais intitulé « German submarine U-41 (1939) » (voir la liste des auteurs).